# A London Bobby
Pour plus de détails, voir Fiche technique et Distribution.
A London Bobby est un film muet américain réalisé par Charley Chase et sorti en 1920.

## Fiche technique
- Titre : A London Bobby
- Réalisation : Charley Chase
- Production : Rolin Films
- Genre : Comédie
- Dates de sortie :
  -  États-Unis : 22 août 1920

## Distribution
- Snub Pollard
- Marie Mosquini